# Шимелис Абдиса
Шимелис Абдиса (оромо Shimallis Abdiisaa; род. Оромия) — эфиопский государственный и политический деятель. Глава администрации региона Оромия с 18 апреля 2019 года. Также является руководителем аппарата премьер-министра Эфиопии с 2018 года.
По данным агентства «Рейтер», является лидером специальной службы «Кори Нагиньяа», которая совершает незаконные задержания и внесудебные казни в регионе Оромия.
В августе 2020 года эфиопский ютубер и активист Земедкун Бекеле, живущий в Германии, опубликовал аудиозапись, которая была сделана на секретной встрече, где Шимелис Абдиса высказал свою веру в то, что цель «Партии процветания» — оромизация эфиопов.

## Биография

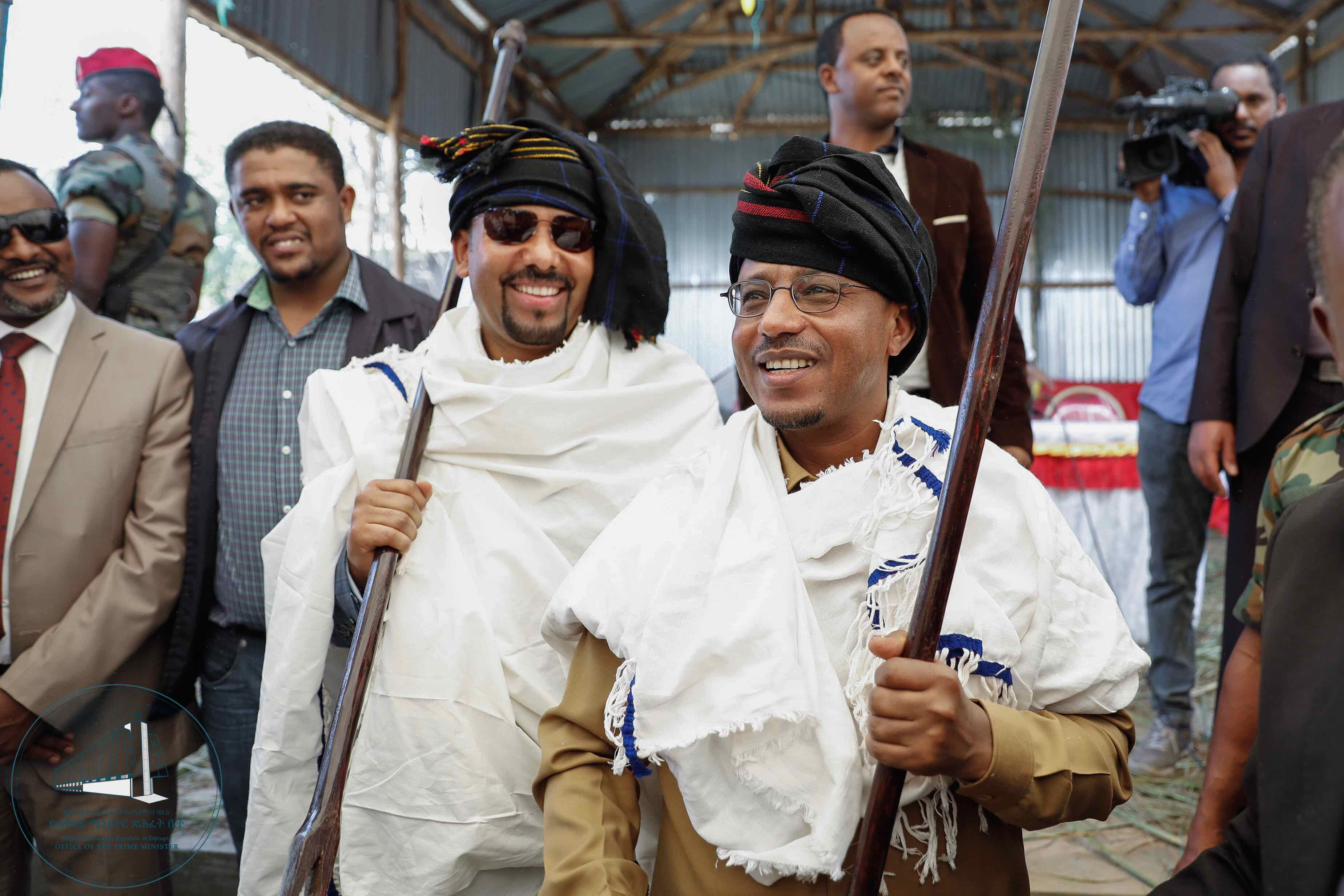
Шимелес Абдиса (второй слева) с премьер-министром Абием Ахмедом и министром обороны Леммой Мегерсой в феврале 2019 года.

Родился недалеко от Агэрэ-Хыйуот, зона Западная Шева, регион Оромия, Эфиопия. До назначения главой администрации региона Оромия занимал различные должности, в том числе руководил аппаратом премьер-министра Абия Ахмеда Али. Также занимал должность главы канцелярии премьер-министра, заменив в ноябре 2018 года Фицума Арегу. 18 апреля 2019 года Региональный государственный совет Оромии назначил его главой администрации, сменив Лемму Мегерсу. Радиовещательная сеть Оромия призвала провести демократические выборы на должность главы региона.
Во время заседания Священного синода Эфиопской православной церкви 5 сентября 2019 года Шимелис Абдиса поклялся защищать церковь. 4 октября 2019 года возобновилось празднование Иррича в Аддис-Абебе впервые за 150 лет. Шимелис Абдиса заявлял о притеснении народа оромо во время существования Эфиопской империи. Многие люди в социальных сетях раскритиковали его выступление, тогда как организация «Граждане Эфиопии за социальную справедливость» заявила, что «Демократическая партия оромо» использовала фестиваль в политически мотивированных целях.
В 2022 году глава «Ассоциации амхара Америки» призвал Шимелиса Абдису уйти в отставку из-за растущего преследования народа амхара в регионе.